# E-Day
Der E-Day ist eine seit 1999 jährlich stattfindende öffentliche Veranstaltung der Wirtschaftskammer Österreich (WKO). Sie ist die größte und bekannteste Veranstaltung der WKO und richtet sich vorrangig an Unternehmer, deren Interesse für neue Technologien geweckt werden soll. Der Besuch beim E-Day ist kostenlos.
Die von der WKO selbst ausgeführte Hauptveranstaltung findet jeweils in Wien statt. Neben dem Wiener E-Day wurde die Veranstaltung von den jeweiligen Landeskammern auch in Salzburg und der Steiermark abgehalten.

## E-Day Wien
- Am 1. März 2007 fand der E-Day zum 8. Mal statt, als Themenschwerpunkt bzw. Motto wurde „IT-Wellness für Ihr Unternehmen“ festgesetzt[1]
- Der 10. E-Day am 5. März 2009 fand in der Wiener Hofburg statt und stand unter dem Motto „TOTAL VERNETZT“.[1]
- Der 25. E-Day fand am 23. Mai 2024 in der Wirtschaftskammer Österreich in der Wiedner Hauptstrasse 63 statt. Motto war „Daten, KI und Human Touch“.
- Der 26. E-Day wird am 8. Mai 2025 zum Motto „Digitalisierung trifft Nachhaltigkeit - Chancen für ihr Unternehmen“ in der Wirtschaftskammer Österreich stattfinden.

## E-Day Salzburg
In Salzburg wird der E-Day ebenfalls seit 1999 veranstaltet.
- 2007 lag der Themenschwerpunkt in Salzburg auf Web 2.0 und der virtuellen Welt Second Life.[3]